# غنخك شيخي (كاكي)
غنخك شيخي (بالفارسية: گنخک شیخی) هي قرية تقع في إيران في قسم كاكي الريفي. يقدر عدد سكانها بـ 687 نسمة بحسب إحصاء 2016.